# Elektrische Bahnen der Stadt Bonn und des Rhein-Sieg-Kreises
De Elektrischen Bahnen der Stadt Bonn und des Rhein-Sieg-Kreises GmbH (SSB, Elektrische trams van de stad Bonn en van het Rhein-Sieg-Kreis) is een regionaal trambedrijf dat elk voor de helft eigendom is van de stadtwerke Bonn (stad Bonn) en van het omgevende Rhein-Sieg-Kreis. De afkorting SSB verwijst naar de twee lijnen van de SSB, namelijk de Siegburger (naar Siegburg) en de Siebengebirgsbahn (naar Königswinter en Bad Honnef), die Bonn verbinden met het op de rechteroever van de Rijn gelegen Rhein-Sieg-Kreis. Beide lijnen zijn volledig geïntegreerd in de stadtbahn van Bonn.

## Geschiedenis

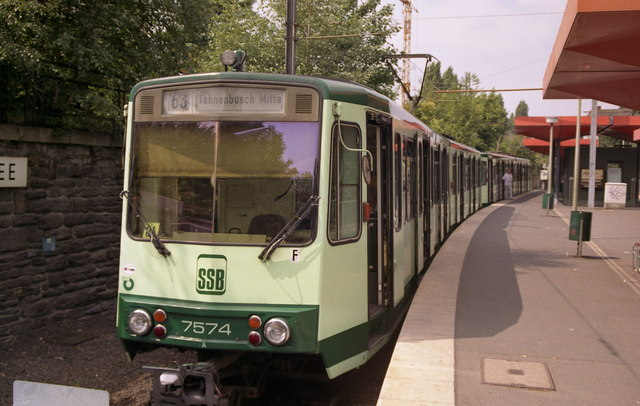
Stadtbahn van de SSB aan de halte Bad Godesberg Rheinallee (1991)

Sinds het einde van de jaren 1880 bestonden er plannen om de tandradspoorwegen van het Zevengebergte met openbaar vervoer te bedienen vanuit Beuel en de stad Bonn. Toen de Rheinuferbahn van de Köln-Bonner Eisenbahnen (KBE) in 1906 in exploitatie ging, besloot de Landraad van het Siegkreis, eenzelfde soort spoorlijn aan te leggen. Daarmee nam de reeds beproefde spoortechniek het voortouw op nieuwigheden zoals een hangend spoor of een trolleybus.
Op 13 mei 1909 werd samen met de stad Bonn de Elektrischen Bahnen der Kreise Bonn-Stadt, Bonn-Land und des Sieg-Kreises opgericht die deze naam behield tot aan de hervorming van de gemeenten in 1969. Het bedrijf kreeg op 18 september 1910 voor de duur van 100 jaar een vergunning voor de bouw en exploitatie van een elektrische lokaalspoorweg (Siegburger Bahn) tussen Bonn en Siegburg. De opening van de Siegburger Bahn vond plaats op 5 september 1911.
Wat later ontving het bedrijf ook een vergunning voor de bouw van een tweede elektrische Kleinbahn, de Siebengebirgsbahn. Het eerste deel van de lijn tussen Beuel en Königswinter werd na ettelijke moeilijkheden op 18 maart 1913 geopend. Het resterende traject naar Bad Honnef volgde op 27 september 1925.
Bij momenten bood de SSB in samenwerking met de KBE doorgaande vervoerbewijzen aan tussen Keulen en het Zevengebergte. Ten tijde van de toenemende concurrentie van het autoverkeer, kwam dit vooral de Siebengebirgsbahn ten goede.
Tijdens de Tweede Wereldoorlog liep de infrastructuur aanzienlijke schade op. Zo hadden de Duitse troepen onder meer de bruggen over de Rijn en de Sieg tot ontploffing gebracht. De heropbouw van de brug over de Sieg werd afgerond in december 1946 en die over de Rijn op 12 november 1949.
In 1960 werd de vergunning van beide lijnen vanuit kostenoverweging gewijzigd naar tramexploitatie.
Het enkelsporig traject van de Siebengebirgsbahn tussen Königswinter en Bad Honnef is sinds juni 1994 beveiligd met seinen. Voordien werd gebruik gemaakt van een token.
Vanaf 1998 werd het station van Siegburg door de aanleg van de ICE-hogesnelheidslijn tussen Keulen en Frankfurt volledig herbouwd. Tegelijk wijzigde ook de route van de Siegburger Bahn. De halte Siegburg-Zange werd opgeheven en het eindpunt van de Siegburgerbahn is sindsdien ondergronds.
Kaderend in het totaalproject Ombouw en versnelling van lijn 66 tussen Bonn Hauptbahnhof en Siegburg Bahnhof werd de bovenleiding in Beuel medio de jaren 2000 vernieuwd en de haltes grotendeels toegankelijk gemaakt. Op de Kennedybrug verkreeg de stadtbahn eind augustus 2010 in het raam van de sanering en verbreding een eigen bedding, waardoor de tram niet langer gemengd werd met het autoverkeer.
Het gehele stadtbahnnet is uitgerust met een dynamisch reizigersinformatiesysteem.
Sinds lang bestaat er een nauwe samenwerking tussen de SSB en het openbaarvervoerbedrijf van Bonn (Stadtwerke Bonn SWB Bus und Bahn). Sinds 2004 ligt het beheer van de SSB officieel bij de SWB. De SSB heeft geen eigen personeel meer en de exploitatie gebeurt door de SWB. De bedrijfsvoering gebeurt gemeenschappelijk door de Stadtwerke Bonn en het Rhein-Siegkreis. Toch is de SSB nog steeds de eigenaar van de vergunning van de beide stadtbahnlijnen, de voertuigen en de infrastuctuur (sporen en bovenleidingen, haltes). Beide aandeelhouders van de SSB nemen elk de helft van het exploitatietekort voor hun rekening.
Op 1 januari 2014 wijzigde de juridische vennootschapsvorm van een GmbH in een oHG (Offene Handelsgesellschaft) en steeg het aandeel van de Stadtwerke Bonn tot 50,1 %.